# Soyuz 34
Soyuz 34 foi uma missão não-tripulada lançada à estação orbital Salyut 6, que retornou com os integrantes da Soyuz 32, que cumpria missão de longa duração na estação.

## Tripulação
Aterrissaram
| Posição           | Cosmonauta       | Tempo no espaço  |
| ----------------- | ---------------- | ---------------- |
| Comandante        | Vladimir Lyakhov | 175d 00h 35m 37s |
| Engenheiro de voo | Valeri Ryumin    | 175d 00h 35m 37s |

## Parâmetros da missão
- Massa: 6.800 kg
- Perigeu: 199 km
- Apogeu: 271.5 km
- Inclinação: 51.62°
- Período: 88.91 minutos

## Pontos altos da missão
Lançada não tripulada rumo a Salyut 6, aterrissou com um grupo de longa duração.
Foi lançada para substituir a Soyuz 32 após a falha da Soyuz 33. A Soyuz 34 incluía modificações no motor principal para evitar que a falha da Soyuz 33 se repetisse.